# Куренкова, Лариса Григорьевна
Лариса Григорьевна Куренкова (до замужества Концевая; 28 августа 1927 — 24 февраля 2007) — советская спортсменка, чемпионка Европы (1954) и четырёхкратная чемпионка СССР (1951—1954) по академической гребле. Мастер спорта СССР.

## Биография
Родилась 28 августа 1927 года в Лозово-Павловском районе Луганского округа. Жила в Москве, где занималась академической греблей в Центральном спортивном клубе Министерства обороны. Тренировалась под руководством Игоря Полякова.
Наиболее значимых результатов добивалась в начале и середине 1950-х годов, когда 4 раза подряд (1951–1954) становилась чемпионкой СССР, а также серебряным (1955) и бронзовым (1956) призёром чемпионатов СССР в классе восьмёрок. В 1954 году вошла в состав сборной страны на первом чемпионате Европы среди женщин в Амстердаме и завоевала золотую медаль этих соревнований в той же дисциплине.
В 1956 году окончила факультет товароведения животного сырья Московской ветеринарной академии. В 1957 году завершила свою спортивную карьеру. В дальнейшем работала старшим продавцом отдела мехов в универмаге ГУМ (1957–1963) и инспектором административного отдела в Центральном научно-исследовательском и проектно-экспериментальном институте инженерного оборудования (1976–1981).
Умерла 24 февраля 2007 года в Москве. Похоронена на Ваганьковском кладбище.